# Leigh Harris

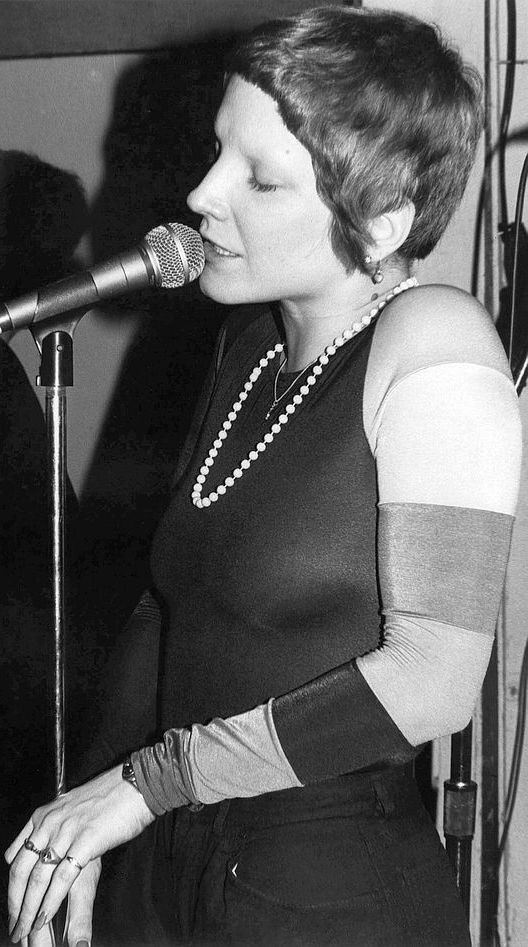
Leigh Harris während eines Auftritts 1978

Leigh „Little Queenie“ Harris (auch „Li’l Queenie“, * 1953 oder 1954; † 21. September 2019) war eine US-amerikanische Jazzsängerin, die in der Musikszene von New Orleans bekannt war.

## Leben und Wirken
Harris wuchs in Old Metairie auf und zeigte schon in jungen Jahren vielversprechende Erfahrungen als Sängerin. In den späten 1970er Jahren gründeten sie und der Keyboarder John Magnie ein Duo, das Montagabends einen regulären Auftritt im neu eröffneten Tipitina’s abhielt. Diese Zusammenarbeit entwickelte sich zur Formation Li’l Queenie & the Percolators, mit der sie im Raum New Orleans bekannt wurde. Die Percolators, musikalisch ähnlich den Neville Brothers, spielten auch in Clubs wie Dream Palace und im Jimmy’s Music Club. Soul, Funk, Jazz und New-Orleans-Rhythm & Blues flossen in den Mix der Band ein. Die Percolators-Erkennungsmelodie „My Darlin“ galt als Inbegriff von New Orleans; dreißig Jahre nach seiner Veröffentlichung schloss sie im Soundtrack die erste Folge der HBO-Serie Treme.
1980 feierten die Percolators ihr New-York-Debüt und erhielten eine begeisterte Rezension der New York Times. Darin schrieb der Kritiker John Rockwell: „Miss Harris hat mehr Stimme, Persönlichkeit und Bühnenpräsenz als jeder andere junge Künstler, dem dieser Beobachter seit langer Zeit begegnet ist.“ Wie Janis Joplin war Harris „eine kleine, dynamische Frau aus dem Süden mit einer zähen, erdigen, bluesigen Stimme, die sich in Evangeliumsverzicht ekstatisch erheben kann“, schwärmte Rockwell. Im Gegensatz zu Joplin könne Harris auch „Balladen, Jazz und Jazzrock singen, und sie habe eine Sopran-Ausprägung, die ihrer Stimme deutlich mehr Farbe verleihe.“ Die Percolators lösten sich 1982 auf; zu den wenigen Aufnahmen der Band gehörte eine Veröffentlichung von „My Darlin“ in New Orleans als Single.
In den folgenden Jahren arbeitete Harris in verschiedenen Stilrichtungen u. a. mit den Gitarristen Peter Holsapple und Jimmy Robinson in der Formation Mixed Knots, einer Band im Bluegrass-Stil, im genre-übergreifenden Jazz-Funk-Quintett Roy G Biv mit zwei Schlagzeugern und zwei Keyboardern. Sie leitete auch die unkonventionellen Gesangsgruppen, die abwechselnd als Ofay Soul Choir und Little Queenies Wahini Dakinis bekannt waren. Ferner leitete sie Ensembles, mit denen sie beim New Orleans Jazz & Heritage Festival gastierte; außerdem spielte sie Jingles für die Firmen Barqs und Dixies ein. Ihr gefeiertes Album „House of Secrets“ aus dem Jahr 1999 zeigte die Nuancen und die Bandbreite ihrer Stimme.
Unter eigenem Namen legte Harris u. a. 2019 das Album Purple Heart vor; es enthält ein Dutzend unveröffentlichter Aufnahmen (darunter „My Darlin' New Orleans“), die Harris von 2003 bis 2005 gemacht hatte. Im Bereich des Jazz war sie laut Tom Lord zwischen 1979 und 2000 an vier Aufnahmesessions beteiligt. Im Laufe ihrer Karriere spielte sie mit Künstlern wie Professor Longhair, Allen Toussaint, Dr. John, Irma Thomas, James Booker, The Meters, B. B. King, Elvis Costello, Mitgliedern der Marsalis-Familie, Harry Connick Jr., The Neville Brothers und Bryan Ferry. Nach dem Hurrikan Katrina zog sie nach Greensboro, North Carolina. Sie starb im Alter von 65 Jahren im September 2019 in einem Pflegeheim in North Carolina an den Folgen einer Krebserkrankung.

## Diskographische Hinweise
- Ron Cuccia: The Jazz Poetry Group (1979), u. a. mit Charles Neville
- Tom McDermott: Tom McDermott and His Jazz Hellions (Jazzpolgy, 1993)